# Сеул уорлд кап стадиум
«The Seoul World Cup Stadium», неофициальное название «Сангам», — многофункциональный стадион в столице Южной Кореи Сеуле.
Арена, открытая в ноябре 2001 года, вмещающая 66 806 зрителей на все места, является вторым по величине стадионом в стране после Олимпийского стадиона в Сеуле. С 2004 года домашняя арена футбольного клуба «Сеул».
66 704 посадочных места включают в себя 806 VIP-мест, 754 посадочных места на трибуне для прессы, а также места в 75 VIP-ложах. Крыша охватывает 90 процентов мест на трибунах. В общей сложности 3601 парковочное место доступно как на стадионе, так и рядом с ним. Общая площадь стадиона 155 674 м². Самая высокая точка стадиона — 49,6 метра. После чемпионата мира по футболу 2002 года стадион превратился в спортивный, культурный и торговый комплекс.
Затраты на строительство составили около 180 миллионов евро, что делают его третьим самым дорогим из десяти стадионов Кубка мира по футболу в Южной Корее — все десять японских арен были ещё дороже.
19 октября 2014 года состоялась финальная игра Чемпионата мира по компьютерной игре «League of Legends».